# Aliceville
Aliceville est une ville américaine, située dans le comté de Pickens en Alabama.
Selon le recensement de 2010, Aliceville compte 2 486 habitants. La municipalité s'étend sur 4,56 milles carrés (11,81 km2), exclusivement des terres.
Le maire de la ville d'Aliceville est Terrence E. Windham. 

## Démographie
| 1910 | 1920 | 1930  | 1940  | 1950  | 1960  | 1970  | 1980  |
| ---- | ---- | ----- | ----- | ----- | ----- | ----- | ----- |
| 640  | 944  | 1 066 | 1 475 | 3 170 | 3 194 | 2 851 | 3 207 |

| 1990  | 2000  | 2010  | - | - | - | - | - |
| ----- | ----- | ----- | - | - | - | - | - |
| 3 009 | 2 567 | 2 486 | - | - | - | - | - |